# 117. lovski letalski polk (JLA)
Za druge 117. polke glejte 117. polk.
117. lovski letalski polk (srbohrvaško 117. lovački avijacijski puk) je bil letalski polk v sestavi Jugoslovanske ljudske armade.
Polk je aktivno sodeloval v bojih med slovensko in hrvaško osamosvojitveno vojno.

## Organizacija
27. junij 1991
- štab
- 124. lovska letalska eskadrilja (MiG-21bis)
- 125. lovska letalska eskadrilja (MiG-21bis)
- 352. izvidniška letalska eskadrilja (MiG-21R)